# Cyriocosmus blenginii
Cyriocosmus blenginii är en spindelart som beskrevs av Pérez-Miles 1998. Cyriocosmus blenginii ingår i släktet Cyriocosmus och familjen fågelspindlar.
Artens utbredningsområde är Bolivia. Inga underarter finns listade i Catalogue of Life.